# Menhir de Kervéniou
Le menhir de Kervéniou (ou Kerviniou) est situé sur la commune de Penvénan, dans le département français des Côtes-d'Armor.

## Protection
Le menhir fait l’objet d’un classement au titre des monuments historiques depuis le 21 décembre 1965.

## Description
Le menhir mesure 2,45 m de hauteur sur sa face ouest, les faces nord et sud sont plus petites (respectivement 2,40 m et 2,20 m). La largeur à la base est variable (1,20 m face nord, 1 m face ouest et 1,40 m face sud). La face est est parfaitement lisse.